# SYBR safe
 (mai 2014).
Si vous disposez d'ouvrages ou d'articles de référence ou si vous connaissez des sites web de qualité traitant du thème abordé ici, merci de compléter l'article en donnant les références utiles à sa vérifiabilité et en les liant à la section « Notes et références ».
SYBR safe est un composé à base de cyanine surtout utilisé comme colorant pour acides nucléiques en biologie moléculaire.